# Justyna Szulich-Kałuża
Justyna Szulich-Kałuża – polska socjolog mediów, dr hab. nauk społecznych o specjalności socjologia, Wydziału Nauk Społecznych Katolickiego Uniwersytetu Lubelskiego Jana Pawła II.

## Życiorys
W 1996 ukończyła studia socjologii na Katolickim Uniwersytecie Lubelskim. W 2001 uzyskała stopień naukowy doktora, a w dniu 20 listopada 2014 stopień doktora habilitowanego.
Od 1 października 2001 roku zatrudniona na Katolickim Uniwersytecie Lubelskim (Instytut Socjologii, Katedra Socjologii Kultury) jako asystent, od  2004 jako adiunkt. Od września 2016 Dyrektor Instytutu Dziennikarstwa i Komunikacji Społecznej KUL. Dyrektor Instytutu Dziennikarstwa i Zarządzania. 